# Patrick Troughton
Patrick George Troughton (25 de marzo de 1920-28 de marzo de 1987) fue un actor inglés conocido principalmente por su papel como la segunda encarnación del Doctor de la serie británica de ciencia ficción Doctor Who, el cual interpretó entre 1966 y 1969. 
Era el padre del actor David Troughton y abuelo del también actor Sam Troughton

## Primeros años
Troughton nació en Mill Hill, Londres, Inglaterra. Sus padres eran Alec George Troughton y Dorothy Evelyn Offord, y sus hermanos fueron Alec Robert (1915-1994) y Mary Edith (1923-2005). Troughton estudió en la Mill Hill School, y posteriormente en la Embassy School of Acting en Swiss Cottage, Londres. Tras ello consiguió una beca para estudiar en el Teatro John Drew Memorial en Long Island, Nueva York (Estados Unidos). 
Con el inicio de la Segunda Guerra Mundial volvió al Reino Unido en un buque belga. El barco chocó con una mina marina y se hundió cerca de su destino, salvándose Troughton gracias a un bote salvavidas. 
Troughton se unió a la compañía de teatro de repertorio Tonbridge en 1939, y en 1940 entró en la Royal Navy. Con el rango de comandante capitaneó una lancha en el mar del Norte.

## Carrera interpretativa

### Anterior aDoctor Who
Tras la guerra Troughton volvió al teatro en 1945. Actuó con la Amersham Repertory Company, la Bristol Old Vic Company y los Pilgrim Players en el Teatro Mercury en Notting Hill Gate. Debutó en la televisión en 1947, y en 1948 hizo lo propio en el cine, con pequeños papeles en Hamlet, Escape (con William Hartnell), y La isla del tesoro. 
Sin embargo, la televisión era su medio favorito. En 1953 fue el primer actor en interpretar al famoso Robin Hood en televisión, protagonizando seis episodios de media hora de duración en la BBC con el título de Robin Hood. Otros notables papeles televisivos y cinematográficos de Troughton fueron los de Kettle en Chance of a Lifetime (1950), sir Andrew Ffoulkes en The Scarlet Pimpernel (1955), Fineo en Jasón y los argonautas (1963), Quilp en The Old Curiosity Shop (1962), Pablo de Tarso (BBC 1960, papel principal), Dr. Finlay's Casebook (BBC 1962, semirregular). 
También dio voz a Winston Smith en 1965 en una adaptación radiofónica producida por BBC Home Service de 1984. Antes de Doctor Who actuó en numerosos shows televisivos, entre los que se incluyen, El Conde de Montecristo, Ivanhoe, Dial 999,  Danger Man, Maigret, Compact, The Third Man, Crane, Detective, Sherlock Holmes, No Hiding Place, The Saint, Armchair Theatre, The Wednesday Play, Z Cars, Adam Adamant Lives! y Softly Softly.

### Doctor Who(1966-1969)
En 1966 el productor de Doctor Who, Innes Lloyd, decidió reemplazar a William Hartnell en el papel protagonista de la serie. La continuidad del show dependía de que la audiencia aceptara otro actor en el papel, especialmente teniendo en cuenta que el reemplazo no se parecería a Hartnell. Lloyd eligió a Troughton a causa de su extensa y versátil experiencia como actor de carácter. Troughton fue el primer Doctor en mostrar su rostro en los títulos de crédito iniciales.
Durante su período en la serie, Troughton rechazó la publicidad y raramente concedió entrevistas. El motivo de ello era su preocupación de que un exceso de publicidad limitara sus oportunidades como actor de carácter una vez dejara el papel del Doctor.
Lamentablemente, muchos de los primeros episodios en los que Troughton actuó se perdieron por la BBC. Troughton consideraba extenuante el programa de trabajo de Doctor Who (40 a 44 episodios por temporada), por lo que decidió dejar la serie en 1969, tras tres años con el papel. Esta decisión se vio también motivada por su temor al encasillamiento. A Patrick Troughton le sucedió en el papel Jon Pertwee.
Troughton volvió a Doctor Who en tres ocasiones tras abandonar el programa. La primera fue en The Three Doctors en 1973, celebrando el décimo aniversario del programa. Diez años más tarde intervino en el especial del vigésimo aniversario, The Five Doctors, a solicitud del productor John Nathan-Turner. También asistió a las convenciones incluidas en el aniversario y celebradas en Longleat en 1983. También hizo una gira con Nathan-Turner. Troughton disfrutó tanto con la vuelta al programa que aceptó encarnar de nuevo a su personaje junto al Sexto Doctor, Colin Baker, en The Two Doctors (1985).

### Posterior aDoctor Who
Tras dejar Doctor Who en 1969, Troughton actuó en diversas producciones televisivas y cinematográficas. Entre sus papeles para el cine están los de Klove en Las cicatrices de Drácula (1970), Padre Brennan en La profecía (1976) y Melanthius en Sinbad and the Eye of the Tiger (1977). Para la televisión fue el Duque de Norfolk en cinco de los seis episodios de The Six Wives of Henry VIII (1970), el villano Nasca en el drama de Thames Television The Feathered Serpent (1976-1978), y un artista invitado en la serie The Goodies. También participó en capítulos de los programas Paul Temple, Dr. Finlay's Casebook, Doomwatch, The Persuaders!, A Family at War, Coronation Street, Softly Softly - Task Force, Colditz, Play for Today, Z Cars, Special Branch, Sutherland's Law, The Sweeney, Jason King, Survivors, Crown Court, Angels, Warship, Van der Valk, Space: 1999 , The Onedin Line, All Creatures Great and Small, Nanny, Minder e Inspector Morse. Además interpretó a Cole Hawlings en la adaptación de la BBC del libro infantil de John Masefield The Box of Delights (1984).
Por otra parte, en 1974 colaboró en la adaptación radiofónica de la obra de Evelyn Waugh Sword of Honour. En 1986 trabajó con regularidad en la sitcom de London Weekend Television The Two of Us, y fue artista invitado en un episodio de La Superabuela en mayo de 1987, que fue el último papel que grabó. Su última actuación televisiva tuvo lugar en otoño de ese mismo año en Knights of God, programa que había sido rodado dos años antes.

## Fallecimiento
La salud de Troughton nunca fue buena, y hacia el final de su vida no aceptaba sufrir una enfermedad cardiaca. Como consecuencia de ello sufrió dos infartos en 1978 y en 1984 que le impidieron trabajar durante varios meses. Tras cada uno de los ataques, Troughton olvidaba los consejos médicos y seguía un apretado calendario de trabajo. 
El 27 de marzo de 1987 fue invitado para acudir a la convención de ciencia ficción Magnum Opus Con II en Columbus (Georgia, Estados Unidos). A pesar de los consejos médicos sobre la conveniencia de evitar la fatiga, Troughton participó con vigor en diferentes actos de la convención. Finalmente, Troughton sufrió un infarto fatal el 28 de marzo.

## Vida familiar
Troughton se casó en tres ocasiones, y tuvo dos hijas y cuatro hijos, además de dos hijastros. Sus hijos fueron:
- Joanna Troughton, autora e ilustradora de libros infantiles
- Jane Troughton
- David Troughton, actor conocido principalmente por sus trabajos en obras de Shakespeare
- Michael Troughton, actor
- Peter Troughton
- Mark Troughton, pastor de la Iglesia Evangélica de York, y previamente misionero en Suiza

## Filmografía seleccionada
- Badger's Green (1949)